# Lawrence Mukasa
Lawrence Mukasa (* 14. März 1957 in Nabwiri) ist ein ugandischer römisch-katholischer Geistlicher und Bischof von Kasana-Luweero.

## Leben
Lawrence Mukasa besuchte das Knabenseminar in Kisubi und studierte anschließend Philosophie am Nationalseminar St. Thomas Aquinas in Katigondo. Katholische Theologie studierte er am Nationalseminar St. Mary’s in Ggaba. Am 24. Juni 1984 empfing er durch Bischof Emmanuel Wamala das Sakrament der Priesterweihe für das Bistum Kiyinda-Mityana.
Nach Aufgaben in der Pfarrseelsorge war er von 1986 bis 1990 als Professor und Ausbilder am Priesterseminar in Katigondo tätig. Von 1990 bis 1992 studierte er Kirchengeschichte an der Päpstlichen Universität Gregoriana in Rom. Anschließend war er bis 1997 Spiritual und Professor am Priesterseminar in Katigondo. Von 1997 bis 2001 war er als Pfarrer tätig und wurde anschließend Spiritual und Professor am Priesterseminar St. Mbaaga’s im Erzbistum Kampala. 2005 wurde er Generalvikar des Bistums Kiyinda-Mityana und 2008 zudem Bischofsvikar für den Klerus.
Papst Franziskus ernannte ihn am 29. April 2023 zum Bischof von Kasana-Luweero. Der Erzbischof von Kampala, Paul Ssemogerere, spendete ihm am 5. August desselben Jahres auf dem Gelände der Kathedrale in Luweero die Bischofsweihe. Mitkonsekratoren waren der Apostolische Nuntius in Uganda, Erzbischof Luigi Bianco, und der Bischof von Kiyinda-Mityana, Joseph Anthony Zziwa.